# Agrupación de carros de asalto y autos blindados
La Agrupación de carros de asalto y autos blindados fue la primera fuerza blindada que participó dentro del Corpo Truppe Volontarie de la Italia fascista en apoyo de los sublevados en la guerra civil española. Entre el 3 y el 8 de febrero de 1937, desarrollaron sus acciones en la Batalla de Málaga. Entre el 8 y el 23 de marzo de 1937 actuaron en la Batalla de Guadalajara, donde sufrieron graves pérdidas.

## Orden de batalla en marzo de 1937
Agrupación de carros de asalto y autos blindados - Mayor Lohengrin Giraud
- 1.ª Compañía de tanques - Capitán Oreste Fortuna
- 2.ª Compañía de tanques - Capitán Paolo Paladini
- 3.ª Compañía de tanques - Capitán Miduri
- 4.ª Compañía de tanques - Capitán Carcio
- 1.ª Compañía de autos blindados
- 1.ª Compañía motorizada - Capitán Ricci
- 47mm Sección anticarros
- Compañía de lanzallamas